# Jean-Pierre Denis

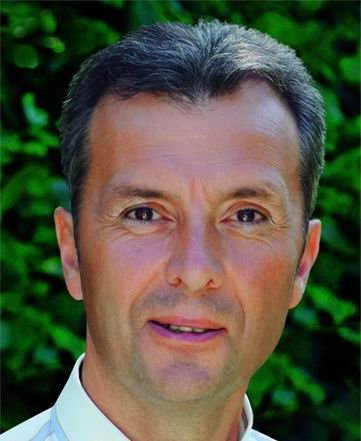
Jean-Pierre Denis.

Jean-Pierre Denis (Aat, 14 januari 1959) is een Belgisch politicus van de PS.

## Levensloop
Denis werd beroepshalve leerkracht geschiedenis.
Hij begon zijn politieke loopbaan in de gemeentepolitiek van Aat. Van 1997 tot 2018 was hij er gemeenteraadslid, van 1997 tot 2008 schepen, van 2008 tot 2012 burgemeester en van 2012 tot 2018 opnieuw schepen, zij het vanaf 2014 titelvoerend.
In juli 2014 werd hij lid van het Waals Parlement en in het Parlement van de Franse Gemeenschap ter opvolging van Rudy Demotte. Bij de verkiezingen van 2019 was hij geen kandidaat meer.